# Alain Connes
Alain Connes (Draguignan kod Cannesa, 1. travnja 1947.), francuski matematičar, dobitnik Fieldsove medalje 1982., profesor na institutu IHÉS u Bures-sur-Yvetteu i profesor na Collège de France.
Alain Connes jedan je od najuticajnijih matematičara današnjice, sa širokim rasponom matematičkih interesa od geometrije, topologije, operatorskih algebri do teorije brojeva gdje se bavio i novim pristupima Riemannovoj slutnji o nultočkama Riemannove zeta funkcije. Alain Connes često matematici pristupa korištenjem znanja i intuicije iz teorijske fizike, kao što je korištenje pojma KMS stanja iz statističke fizike, te se i sam bavi fundamentalnim pitanjima teorijske fizike gdje predlaže nekomutativne ekstenzije standardnog modela koji predviđaju određenu vrijednost mase Higgsovog bozona, te unifikaciju gravitacije i baždarskih teorija preko pojma spektralnog djelovanja (engl. spectral action). Osnivač je dominantnog pravca u nekomutativnoj geometriji, kojoj je doprinio najviše uvođenjem cikličke homologije i njenih veza s K-teorijom, analizom niza fundamentalnih primjera kao što su prostor folijacije, nekomutativni torusi, grupoidne algebre i prostori kvazikristalnih teselacija (kao što su Penrosove teselacije), uvođenjem spektralnih trojki i aksioma za nekomutativne Riemannove Spin-mnogostrukosti, Baum-Connesovom slutnjom (zajedno s Paulom Baumom), uvođenjem pristupa kombinatorici Feynmanovih dijagrama preko Hopfovih algebri (s Dirkom Kreimerom), uvođenjem nekomutativnih motiva (s Mathilde Marcolli), produbljavanjem termodinamičkih aspekata u proučavanju operatorskih algebri, Hopf-cikličkom homologijom i drugim originalnim doprinosima. Connes je poznat i kao inspirativni predavač i mnogo je i direktno doprinio popularizaciji pristupa nekomutativne geometrije.
Uz Fieldsovu medalju (za klasifikaciju injektivnih aktora tipa III u teoriji von Neumannovih operatorskih algebri), Alain Connes dobitnik je i Crafoordove nagrade (2001) te je nosilac niza počasnih doktorata i akademija znanosti u svijetu.

## Vanjske poveznice
- službena stranica Alaina Connesa koja sadrži poveznice na članke, i na pdf njegove knjige Non-commutative geometry, ISBN 0-12-185860-X.
- stranica o Alainu Connesu u nlabu
- proširenje Standardanog Modela prema Connesu
- intervju s Connesom i diskusija na blogu